# Can Gubau
Can Gubau és una obra del municipi d'Anglès inclosa en l'Inventari del Patrimoni Arquitectònic de Catalunya.

## Descripció
Edifici de planta rectangular situat a la cantonada del carrer de la Indústria amb la plaça de Catalunya. Consta de dues façanes i, en la part de la plaça, a més, hi ha un cos o crugia de dos plantes que sobresurt de la resta, de planta baixa. El sector de planta baixa té sis obertures rectangulars i àmplies, dues de les quals són portes d'accés -una per façana-, i les altres, finestres -dues per façana. La façana comença amb un sòcol emmotllurat que recorre tot l'edifici i continua amb una escenografia arquitectònica fictícia d'obra i motllo. Emmarcant les finestres i les portes hi ha unes arcades de mig punt, tres per façana, amb les dovelles clau ressaltades i coronades de decoració vegetal. Com a suport fictici de les arcades hi ha dobles columnes amb doble base i capitells seriats de rica decoració vegetal en nombre de quinze. La diferència entre la façana del carrer de la Indústria i la de la plaça de Catalunya és que en la primera les columnetes estan lligades o unides amb arcs trebolats i en la segona amb arcs de mig punt peraltats.
Cadascuna de les dues façanes té tres crugies simètriques -sense comptar el cos de dues plantes. Les crugies estan separades amb pilastres adossades que coincideixen amb les columnes. Les pilastres acaben amb dues mènsules cadascuna -quinze en total- que suporten la cornisa emergent. La cornisa emergeix un xic més en la part de les pilastres.

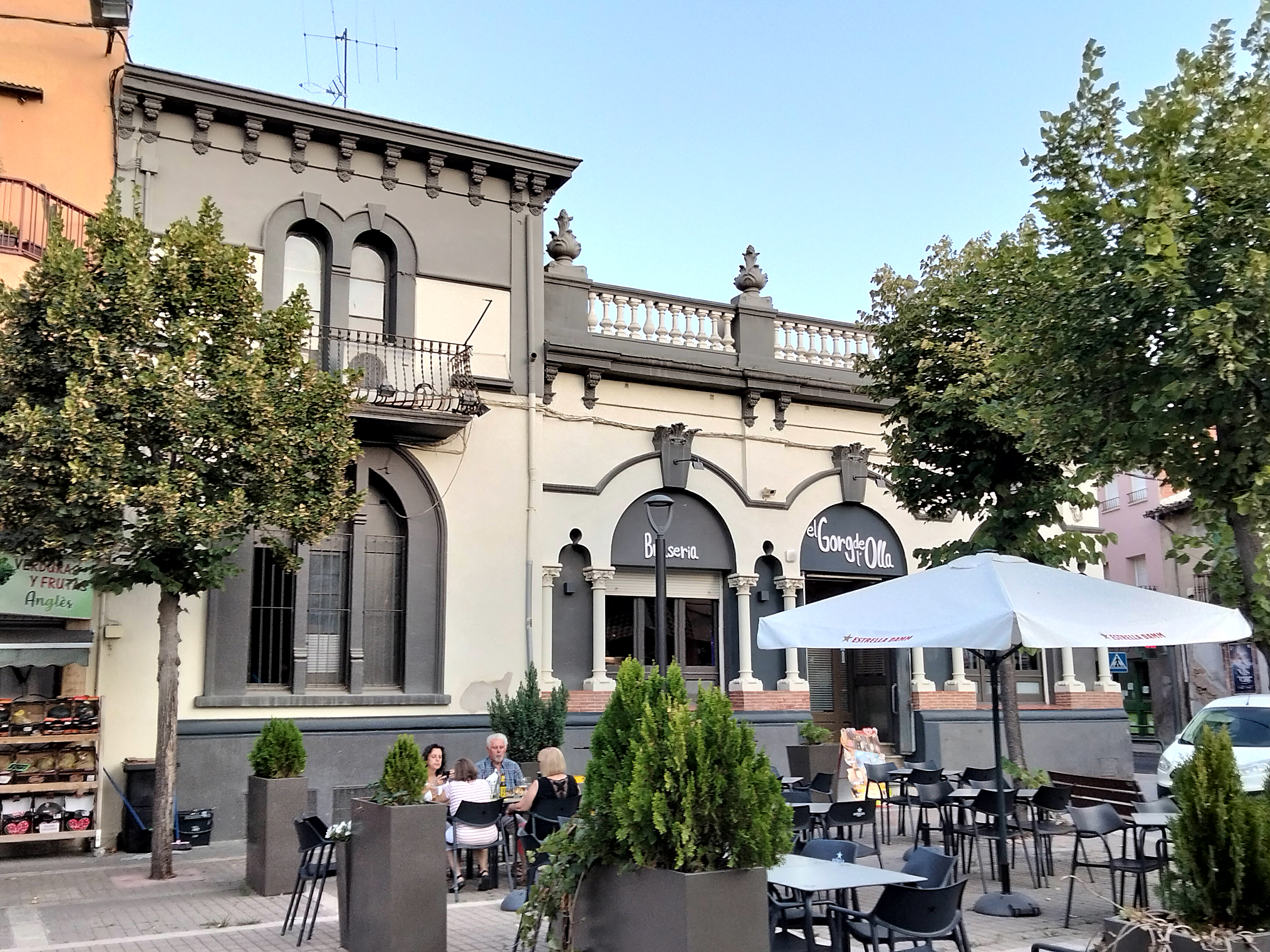
Façana que dona a la plaça de Catalunya

La planta baixa del sector de dues plantes té una gran finestra de mig punt, motllurada i partida en tres trams verticals per pilars d'obra que condicionen tres finestres enreixades i pintades de color verd. El primer pis d'aquest sector té un balcó amb finestra de doble arcada de mig punt peraltat geminada amb motllures que ressalten la finestra i divideixen el pis en dues parts horitzontalment a l'altura de les impostes. El balcó té una barana de ferro forjat amb la base eixamplada i decoració de llaços i flors. Aquest sector és coronat amb una cornisa plana de tretze mènsules de similar factura i decoració, vegetal i geomètrica, que les de la part del Cafè. Sobre la cornisa comença el teulat.
Pel que fa a la coberta, és plana a la part del Cafè i de doble vessant a façana a la part del cos de dues plantes. El sostre del Cafè conté una balustrada d'obra, amb barrots motllurats, que segueix els trams de les crugies assenyalats amb petits pilars coronats de florons sobre la línia de les pilastres. El floró més gran coincideix amb la cantonada.

## Història
El carrer de la Indústria es va obrir durant l'últim terç del segle xix i l'edifici de Can Gubau és de principis de segle xx. Durant la primera meitat del segle XX fou la seu del "Centre Republicà" d'Anglès.